# Axiom

En matematisk teori kan liknas vid ett hus byggt av tegelstenar där de nedersta är axiomen. Ovanpå dem vilar teoremen eller satserna.

Ett axiom (latin axioma, av gr ἀξίωμα, 'värde', 'åsikt') är i vardagliga sammanhang ett självklart påstående vars sanningshalt inte kan betvivlas, till exempel 'Julen infaller i december'. Inom logik är ett axiom en grundsats i ett deduktivt system som inte kan bevisas inom ramen för systemet i fråga. I den äldre vetenskapsteoretiska traditionen antog man att axiomen måste vara uppenbart sanna, och att ett bevis för ett axiom var överflödigt eftersom axiomets giltighet insågs omedelbart. I modernare teorier har denna tanke övergivits för en syn som helt bygger på konventioner, utan hänvisning till begrepp som sanning eller falskhet. Axiomen är helt enkelt de satser vilka man kommit överens om att använda som grund.
Ett system, vars fundament är ett antal axiom, kallas för ett axiomatiserat system och i ett sådant benämns de satser, som kan härledas med hjälp av axiomen, för teorem. Alla härledda satser som inte är axiom är således teorem. I formella system är axiomen definierade utan hänvisning till någon tolkning. Exempel på axiomatiskt uppbyggda system är geometrin i Euklides Elementa, Peanos axiomsystem för de naturliga talen och satslogikens formella system.

## Etymologi
Ordet "axiom" kommer från det grekiska ordet ἀξίωμα (axioma), ett verbalsubstantiv från verbet ἀξιόειν (axioein), vilket betyder att anse värdig, men också att behöva, kräva, som i sin tur kommer från ἄξιος, vilket betyder att "vara i balans", och därigenom "ha samma värde (som)", "värdig", "proper". Bland de antika grekiska filosoferna var ett axiom ett påstående som kunde ses som uppenbart och otvivelaktigt och som därmed inte krävde något bevis. Grundbetydelsen av ordet postulera är att begära. Exempelvis begär Euklides av oss, att vi instämmer i att vissa saker kan göras, exempelvis att vilka två punkter som helst kan sammanfogas med en rät linje, och så vidare.
Antika geometriker skilde på axiom och postulat. Medan Proklos kommenterade Euklides bok anmärkte han att "Geminus vidhöll att hans fjärde postulat inte borde klassificeras som ett postulat utan som ett axiom, då det inte, som de första tre postulaten, uttrycker möjligheten av viss konstruktion, men uttrycker en nödvändig egenskap". Boethius översatte postulat till petitio och kallade axiomen för notiones communes men det användandet var inte lika tydligt i senare manuskript.

## Axiomatiska system
Ett system kallas axiomatiskt om alla teorem i systemet kan härledas från axiomen, samt om alla begrepp som används är definierade i termer av på förhand givna, mer primitiva begrepp. En mängd av axiom kallas för ett axiomsystem eller en axiomuppsättning. I logiken kallas detta ofta för en teori, men där kan även "teori" syfta på hela mängden av teorem, som följer av axiomsystemet. Det första exemplet på ett axiomatiskt system är Euklides antika geometri, som presenteras i boken Elementa. Detta system innehåller fem axiom, varav det femte är det kända och kontroversiella parallellaxiomet. Alla teorem i dåtidens matematik kan härledas från axiomen.
Studiet av axiomatiska system har under 1900-talet bildat en egen disciplin inom logik. Ett viktigt resultat är Gödels ofullständighetsteorem, som visar att alla axiomatiska system som innehåller den vanliga teorin om addition och multiplikation är ofullständiga.

## Berömda axiom
- Urvalsaxiomet som bygger ut Zermelo-Fraenkels mängdteori
- Parallellaxiomet som skiljer den euklidiska geometrin från den icke-euklidiska, bland annat den sfäriska

## Berömda axiomsystem
- Peanos axiom för att definiera de naturliga talen
- Euklidisk geometri
- Zermelo-Fraenkels mängdteori